# I'm Housin
"I'm Housin" foi o terceiro e último single lançado do álbum de estreia do EPMD, Strictly Business. Chegou ao número 28 da parada Hot Rap Singles. Em 2000, a banda de metal alternativa Rage Against the Machine fez uma versão cover da canção em seu álbum Renegades (álbum de Rage Against the Machine).

## Lista de faixas do single

### Lado-A
1. "I'm Housin'" (Vocal)- 4:15
2. "I'm Housin'" (Instrumental)- 4:11
3. "I'm Housin'" (U.K. Mix)- 5:30

### Lado-B
1. "Get Off the Bandwagon" (Vocal)- 5:07
2. "Get Off the Bandwagon" (Instrumental)- 5:03